# Dodona
Dodona (stgr. Δωδώνα Dōdṓnā, Δωδώνη Dōdṓnē, ngr. Dodoni) – miejscowość w Grecji, w administracji zdecentralizowanej Epir-Macedonia Zachodnia, w regionie Epir, w jednostce regionalnej Janina, w gminie Dodona, w pobliżu góry Tomaros. W 2011 roku liczyła 55 mieszkańców.
W starożytności miasto epirockich Molossów położone w pobliżu góry Tomaros.   
Ośrodek kultu Zeusa Naiosa i Diony, słynny z najstarszej wyroczni greckiej w świętym gaju dębowym Zeusa. Jej powstanie tradycja przypisywała Pelazgom. Tamtejsi kapłani, zwani selloj (gr. σελλοί), wieszczyli na podstawie szumu świętych dębów lub dźwięku  poruszanych przez wiatr mis z brązu.
Gdy Atena pomagała Argosowi w budowie okrętu dla Jazona wyruszającego po złote runo, miała nakazać użycie twardego drewna dębów z dodońskiego świętego gaju. Według innej wersji tego mitu, w dziobie statku „Argo” wmontowano kawał drewna ze świętego dębu z Dodony: potrafiło ono przemawiać ludzkim głosem i wskazywać żeglarzom drogę na morzu.
Bardzo sławna wcześniej w świecie greckim wyrocznia miejscowa stopniowo traciła znaczenie na rzecz innej panhelleńskiej wyroczni w Delfach. Do ok. II wieku p.n.e. miała jedynie charakter lokalny. Ponadto w 219 p.n.e. miasto zostało zniszczone przez Etolczyków.
W odkryciu ruin Dodony i badaniach sfinansowanych w 1875 r. przez bankiera i polityka Konstantinosa Karapanosa, doniosły udział miał polski zesłaniec Zygmunt Mineyko. W ramach długotrwałych prac archeologicznych udało się odsłonić ruiny miasta z teatrem oraz resztki okręgu kultowego z propylejami, świątynią Zeusa, wieloma budynkami sakralnymi i bazami pomników wotywnych.